# Історико-краєзнавчий музей (Космач)
Історико-краєзнавчий музей у Космачі — історико-краєзнавчий хата-музей у селі Космачі Косівського району Івано-Франківської області, що висвітлює його історію, духовне і культурне життя, мистецькі й декоративно-ужиткові традиції.
Адреса музею: вул. Т. Шевченка, буд. 48, с. Космач—78640 (Косівський район, Івано-Франківська область, Україна).
Музей можна оглянути в будь-який час, попередньо домовившись по телефону. Вхід — безкоштовний.

## З історії та експозиції музею
Історико-краєзнавчий музей села Космач — це хата-музей, де міститься приватна колекція Любові Варцаб'юк. 
Експозицію розміщено в 3 залах:
- перша кімната розповідає про історію села Космач від сивої давнини; тут же зібрані матеріали про побудову церков; товариства, які тут діяли; фотодокументи О. Новаківського;
- наступна експозиція присвячена життю та діяльності патріарха Володимира (в миру — Василя Романюка), адже він у 1968—72 роках служив у місцевій церкві Петра і Павла. Тут же висвітлюється історія космацьких церков та церкви села Акришора. Представлені ікони, церковні речі. Є куток, присвячений В'ячеславу Чорноволу, який був хрещений патріархом Володимиром та документи про шестидесятників, що приїжджали у Космач;
- у третьому залі представлена експозиція сучасного космацького одягу і виробів ткацтва; також зібрана колекція писанок, предметів побуту.

Після смерті Любові Варцаб‘юк музей припинив існування.

## Виноски
1. ↑  Історико-краєзнавчий музей с. Космач на www.museum.if.ua («Музейне коло Прикарпаття»)
2. ↑  Історико-краєзнавчий музей (Космач) [Архівовано 19 грудня 2010 у Wayback Machine.] на www.karpaty.info (КАРПАТИ.INFO: Відпочинок в Карпатах і не тільки) [Архівовано 10 листопада 2010 у Wayback Machine.]